# 빅피쉬게임즈

빅피쉬게임즈(Big Fish Games)는 애리스토크랫 레저(Aristocrat Leisure)가 소유한 캘리포니아주 오클랜드에 지역 사무소가 있는 시애틀에 기반을 둔 캐주얼 게임 회사이다. 컴퓨터 및 모바일 장치용 캐주얼 게임을 개발 및 배포하는 회사이다. 사전 동의 없이 고의로 고객을 속여 월간 구매에 가입하도록 한 혐의를 받고 있다. 또한 앱 빅피쉬카지노(Big Fish Casino)에 대한 집단 소송의 대상이 되기도 했으며 연방 항소 법원이 불법 온라인 도박에 해당한다고 판결한 후 1억 5,500만 달러의 합의에 이르기도 했다.